# 榆次城墙
榆次城墙，位于中国山西省晋中市榆次区，榆次古城墙始建于隋代。1950年代，陆续拆除，现西门瓮城遗址为2000年后新建。

## 历史
隋开皇二年(582年)，榆次城墙初建，为土城；明嘉靖20年(1541年),土城墙全部砌为砖墙。
1950年代开始，城墙大部拆除，仅有县城西、南、东墙，部分墙段基座有保留。
2000年，在任的榆次区官员修建了西门附近一段城墙，以及瓮城。

## 形制
榆次城设有八门：
县城有五门：东门迎曦门，南门观澜门，西门带汾门，北门望岳门，1930年代在北城墙东段新开一门名为交通门，俗称小北门。
南关郭城有三门：东郭门名东作门，民间称小东门，西郭门名西成门，民间称小西门，南郭门名万春门。